# Richard Kyanka
Richard Charles "Lowtax" Kyanka (uitgesproken als [kə.ˈɪŋ.kə] ; 11 mei 1976 – 9 november 2021) was een Amerikaanse internetpersoonlijkheid die de humorwebsite Something Awful creëerde.
De bijnaam "Lowtax" is een verwijzing naar de Tennessee-politicus Byron (Low Tax) Looper, die nationale bekendheid verwierf rond dezelfde tijd dat Something Awful werd gelanceerd. In Kyanka's eigen woorden:

"Way back during my college days at Vanderbilt University, I almost ended up getting a summer job with the Putnam County Tax Assessor (because I was broke and needed to pay for college tuition). He was a very insane little man who legally changed his middle name to 'Low Tax'."

## Something Awful
Kyanka begon Something Awful enkele maanden voordat hij gedwongen werd ontslag te nemen PlanetQuake omdat hij een denigrerende website-update over een collega had geschreven. Hij verhuisde de 'Cranky Steve'-persoonlijkheid in kwestie naar de site in 1999.
Oorspronkelijk was de site voornamelijk beperkt tot persoonlijke inhoud, waarin Kyanka persoonlijk videogames, films en strips beoordeelde die volgens hem "iets afschuwelijks" waren. In latere jaren groeide de site echter uit met tal van schrijvers en columnisten, waardoor slechts een minderheid van de bijdragen van Kyanka's hand kwamen. Kyanka is de maker van de personages Jeff K. en Cliff Yablonski, die op de Something Awful-site staan.

## Andere verwezenlijkingen
Kyanka was eveneens eigenaar van de filmproducent Awful Video, die de eerste twee dvd's van de computer- en videogameserie Mega64 uitbracht. Daarnaast was hij eigenaar en beheerder van City Name Sports Team, een kledinglijn die de spot dreef met sportfanatisme en teamloyaliteit; en bracht zijn eerste cd met originele muziek uit onder zijn ARC-naam, die hij ontleende aan zijn e-mailadres op de universiteit. Later voegde hij Moofwear aan deze lijst toe, een tweede kledinglijn met tekeningen van de SA-voorpaginaschrijver en forumlid Tom "Moof" Davies. In november 2005 bracht Lowtax de dvd uit van Doom House, een parodie op horrorfilms die hij en mede-SA-schrijver en internetpersoonlijkheid Kevin "Fragmaster" Bowen in 2003 maakten.
In 2001 deed Kyanka mee aan de Entertainment Weekly (EW) Entertainer of the Year online poll, en kreeg daarna de meeste stemmen. Hoewel hij "duizenden" stemmen kreeg, werd hij handmatig uit de topresultaten verwijderd door EW, waarin stond dat veel van de stemmen voor Kyanka afkomstig waren van relatief weinig IP-adressen. Dit veroorzaakte op zijn beurt een e-mailondersteuningscampagne, maar EW veranderde hun beslissing niet, erop wijzend dat "gelijkaardige formuleringen" in de vele e-mails aantoonden dat slechts een paar mensen meerdere e-mails stuurden. EW bekroonde uiteindelijk Britney Spears als "Entertainer of the Year".
Kyanka doceerde over internetcultuur. Daarmee begon hij aan de Michigan Technological University in 2013. In oktober 2005 verscheen Kyanka op een seminar georganiseerd door de Association for Computing Machinery aan de Universiteit van Illinois en gaf een presentatie over het onderhouden van een online gemeenschap.
Als schrijver met een publiek van videogame-fans heeft Kyanka enige indruk gemaakt in de videogamecultuur. Een van de meest voor de hand liggende verwijzingen naar hem is in het spel Icewind Dale II, waar een grafsteen het opschrift "Richard Kyanka - Schrijver van humoristische verhalen" draagt.
Een personage met de naam "Lowtax" verscheen in de strip Smallville #11 (gebaseerd op de show met dezelfde naam). Het personage werd Lowtax genoemd door een lid van de Something Awful Forums als een eerbetoon aan Kyanka.
Op 20 juni 2006 maakte Kyanka bekend dat hij de uitdaging van Uwe Boll voor een bokswedstrijd had aangenomen, die Boll aan al zijn online critici had uitgedeeld. Deze bokswedstrijd vond plaats op 23 september in Vancouver, wat resulteerde in de nederlaag van Lowtax. Kyanka beweerde nadien dat Boll hem had verzekerd dat van geen van beiden werd verwacht dat ze actief zouden vechten, omdat het een publiciteitsstunt was. Wired magazine versloeg Raging Boll.
In 2007 voegde Kyanka zich bij voormalig Mystery Science Theater 3000 -presentator Michael J. Nelson in een audiocommentaar waarin ze de film Troll 2 voor Nelsons RiffTrax -website onder de loep namen.

## Dood
Kyanka pleegde op 9 november 2021 zelfmoord.